# Colliguina giluweensis
Colliguina giluweensis är en insektsart som beskrevs av Young 1986. Colliguina giluweensis ingår i släktet Colliguina och familjen dvärgstritar. Inga underarter finns listade i Catalogue of Life.